# Cubrial
Cubrial ist eine französische Gemeinde mit 148 Einwohnern (Stand: 1. Januar 2022) im Département Doubs in der Region Bourgogne-Franche-Comté.

## Geographie
Cubrial liegt auf einer Höhe von 280 m über dem Meeresspiegel, sieben Kilometer südsüdwestlich von Villersexel und etwa 30 Kilometer westlich der Stadt Montbéliard (Luftlinie). Das Dorf erstreckt sich in der Hügellandschaft zwischen den Talniederungen von Doubs im Süden und Ognon im Norden, in der Talmulde des Ruisseau de l’Étang.
Die Fläche des 5,92 km² großen Gemeindegebiets umfasst einen Abschnitt der Hügellandschaft südlich des Ognontals. Der zentrale Teil des Gebietes wird in Ost-West-Richtung von der breiten Talmulde des Ruisseau de l’Étang durchquert, der für die Entwässerung zum Ognon sorgt. Flankiert wird das Tal von teils bewaldeten, teils mit Acker- und Wiesland bestandenen Anhöhen: Im Süden befinden sich der Bois des Vignottes und die Höhen beim Château de Bournel, im Norden der Reuillard, auf dem mit 356 m die höchste Erhebung von Cubrial erreicht wird. Weiter im Norden schließt das ausgedehnte Waldgebiet Bois derrière la Côte an, das zur Talebene des Ognon überleitet.
Zu Cubrial gehört der Ortsteil Les Faubourgs (280 m) westlich an den Ort anschließend im Tal des Ruisseau de l’Étang. Nachbargemeinden von Cubrial sind Pont-sur-l’Ognon im Norden, Cubry im Osten, Nans und Cuse-et-Adrisans im Süden sowie Rougemont im Westen.

## Geschichte
Seit dem Mittelalter gehörte Cubrial der Adelsfamilie von Nans, die der Herrschaft Rougemont unterstand. Zusammen mit der Franche-Comté gelangte das Dorf mit dem Frieden von Nimwegen 1678 an Frankreich. Bis zum Bau der Dorfkirche Mitte des 19. Jahrhunderts gehörte Cubrial zur Pfarrei Cuse. Heute ist Cubrial Mitglied des Gemeindeverbandes Deux Vallées Vertes.

## Sehenswürdigkeiten
Die Dorfkirche von Cubrial wurde 1842 errichtet. Sie besitzt eine der ältesten Glocken der Franche-Comté mit einer gotischen Inschrift von 1540. Ebenfalls am Dorfplatz stehen das Gemeindehaus (Mairie) und das ehemalige Pfarrhaus, die zusammen ein schönes Ensemble aus dem 19. Jahrhundert bilden.

## Bevölkerung
| Jahr                       | 1962 | 1968 | 1975 | 1982 | 1990 | 1999 | 2005 | 2016 |
| Einwohner                  | 141  | 117  | 137  | 131  | 138  | 135  | 132  | 131  |
| Quellen: Cassini und INSEE |      |      |      |      |      |      |      |      |

Mit 148 Einwohnern (Stand 1. Januar 2022) gehört Cubrial zu den kleinen Gemeinden des Départements Doubs. Nachdem die Einwohnerzahl in der ersten Hälfte des 20. Jahrhunderts deutlich abgenommen hatte (1896 wurden noch 301 Personen gezählt), wurden seither nur noch geringe Schwankungen verzeichnet.

## Wirtschaft und Infrastruktur
Cubrial war bis weit ins 20. Jahrhundert hinein ein vorwiegend durch die Landwirtschaft (Ackerbau, Obstbau und Viehzucht) und die Forstwirtschaft geprägtes Dorf. Daneben gibt es heute einige Betriebe des lokalen Kleingewerbes, unter anderem eine Sägerei. Mittlerweile hat sich das Dorf zu einer Wohngemeinde gewandelt. Viele Erwerbstätige sind deshalb Wegpendler, die in den größeren Ortschaften der Umgebung ihrer Arbeit nachgehen.
Der Ort ist verkehrstechnisch gut erschlossen. Er liegt an der Hauptstraße D50, die von Baume-les-Dames nach Villersexel führt. Der nächste Anschluss an die Autobahn A36 befindet sich in einer Entfernung von ungefähr 17 Kilometern. Weitere Straßenverbindungen bestehen mit Cubry und Pont-sur-l’Ognon.